# Nguyễn Ngọc Cả
Nguyễn Ngọc Cả (sinh năm 1962) là Phó Giáo sư, Tiến sĩ, Trung tướng Quân đội nhân dân Việt Nam. Ông hiện giữ chức vụ Hiệu trưởng Trường Đại học Nguyễn Huệ.

## Thân thế và sự nghiệp
Ông sinh ngày 15 tháng 10 năm 1962.
Trước đó ông từng giữ chức Sư đoàn trưởng Sư đoàn 315, Quân khu 5
Tháng 2 năm 2015, bổ nhiệm giữ chức Phó Giám đốc Học viện Lục quân
Tháng 1 năm 2018, bổ nhiệm giữ chức Hiệu trưởng Trường Đại học Nguyễn Huệ.
Thiếu tướng (2015), PGS (2017), Trung tướng (4.2020)